# Euetheola humilis
Euetheola humilis är en skalbaggsart som beskrevs av Hermann Burmeister 1847. Euetheola humilis ingår i släktet Euetheola och familjen Dynastidae. Inga underarter finns listade i Catalogue of Life.